# タウノ・マルッティネン
タウノ・マルッティネン（Tauno Marttinen, 1912年9月27日 - 2008年7月18日）はフィンランドの作曲家。

## 経歴
1912年、ヘルシンキで生まれた。1920年から1925年、さらに1930年から1935年までヴィープリの音楽アカデミーでピアノと作曲を学んだ。さらに1935年から1937年までシベリウス音楽院でイルマリ・ハンニカイネンとセリム・パルムグレンにピアノを師事した。1958年にはスイスに留学してウラディーミル・フォーゲルに十二音技法を教わった。
1949年から1958年までハメーンリンナの市立オーケストラの指揮者を務め、1950年には同地に音楽研究所を設立し、1975年まで所長を務めた。またT.M.やトリトンのペンネームで評論活動も行った。
作品には10の交響曲、20のオペラ、7つのバレエ、協奏曲、室内楽曲、オルガン曲、ピアノ曲、合唱曲などがある。作曲を始めたのは1950年代前半で、後期ロマン派・国民楽派のスタイルで出発した。スイスでフォーゲルに学んだ後の、交響曲第1番・交響曲第2番・ヴァイオリン協奏曲では十二音技法が取り入れられている。また打楽器の使用法や色彩感などにオリヴィエ・メシアンの影響もみられる。

## 文献
- Donald Jay Grout, Hermine Weigel Williams: A short history of opera, 4th Edition, Columbia University Press, 2003. 1030 p., ISBN 978-0-231-11958-0
- John David White, Jean Christensen: New music of the Nordic countries, Pendragon Press, 2002. 605 p., ISBN 978-1-576-47019-0
- Ruth-Esther Hillila, Barbara Blanchard Hong: Historical dictionary of the music and musicians of Finland, Greenwood Publishing Group, 1997. 473 p., ISBN 978-0-313-27728-3
- Timo Makinen, Seppo Nummi: Musica fennica : an outline of music in Finland, Helsingissa: Kustannusosakeyhtio, 1985, 191 p.
- Catalogue of Finnish orchestral works and vocal works with orchestra, Helsinki: Teosto, [1961], 123 p.
- Catalogue, opera omnia by Dirk Meijer, Hämeenlinna, Leeuwarden [2009-2010]